# Đá Sa Huỳnh
Đá Sa Huỳnh là một rạn san hô thuộc cụm Loại Ta của quần đảo Trường Sa. Đá này nằm cách đảo chính Loại Ta khoảng 2,3 hải lý (4,3 km) về phía đông-đông bắc và cách đá An Nhơn 4,4 hải lý (8,1 km) về phía tây nam. Đá Sa Huỳnh trải rộng khoảng nửa hải lý với diện tích khoảng 25 ha. Một phần của đá sẽ cạn nước khi thủy triều thấp.
Đá Sa Huỳnh là đối tượng tranh chấp giữa Việt Nam, Đài Loan, Philippines và Trung Quốc. Hiện chưa rõ nước nào thực sự kiểm soát rạn san hô này.

## Hình ảnh
| đá An Nhơn Bắc đá An Nhơn đá An Nhơn Nam đá Sa Huỳnh đảo Loại Ta đảo Loại Ta Tây bãi Loại Ta Nam Đá Sa Huỳnh là một rạn san hô ở về phía đông đảo chính Loại Ta (nguồn ảnh: NASA). |